# Takács Géza (labdarúgó)
Takács Géza (Budapest, 1899. május 2. – Budapest, 1964. december 28.) válogatott labdarúgó, jobbhátvéd, majd edző. Testvére Takács II József is a Ferencváros labdarúgója. A sportsajtóban Takács I néven volt ismert.

## Pályafutása

### Klubcsapatban
A Ferencvárosban 1919 és 1933 között összesen 492 mérkőzésen szerepelt (237 bajnoki, 206 nemzetközi, 49 hazai díjmérkőzés).

### A válogatottban
1922 és 1932 között 4 alkalommal szerepelt a válogatottban.

## Sikerei, díjai

### Játékosként
- Magyar bajnokság
  - bajnok: 1925–26, 1926–27, 1927–28, 1931–32
  - 2.: 1918–19, 1921–22, 1923–24, 1924–25, 1928–29, 1929–30
  - 3.: 1919–20, 1920–21, 1922–23, 1930–31, 1932–33
- Magyar kupa
  - győztes: 1922, 1927, 1928, 1933
  - döntős: 1931, 1932
- Közép-európai kupa (KK)
  - győztes: 1928

## Statisztika

### Mérkőzései a válogatottban
| Magyarország | Magyarország         | Magyarország                    | Magyarország | Magyarország | Magyarország | Magyarország | Magyarország | Magyarország |
| #            | Dátum                | Helyszín                        | Hazai        | Eredmény     | Vendég       | Kiírás       | Gólok        | Esemény      |
| ------------ | -------------------- | ------------------------------- | ------------ | ------------ | ------------ | ------------ | ------------ | ------------ |
| 1.           | 1922. április 30.    | Budapest, Hungária körúti pálya | Magyarország | 1 – 1        | Ausztria     | barátságos   | -            |              |
| 2.           | 1925. szeptember 20. | Budapest, Üllői úti pálya       | Magyarország | 1 – 1        | Ausztria     | barátságos   | -            |              |
| 3.           | 1928. március 25.    | Budapest. Üllői úti pálya       | Magyarország | 2 – 1        | Jugoszlávia  | barátságos   | -            |              |
| 4.           | 1932. április 24.    | Bécs, Hohe Warte                | Ausztria     | 8 – 2        | Magyarország | barátságos   | -            |              |
|              | Összesen             |                                 |              | 4            | mérkőzés     |              | 0            | gól          |